# Musée d'Art Moderne et d'Art Contemporain

Musée d'Art Moderne et d'Art Contemporain

Het Musée d'Art Moderne et d'Art Contemporain (MAMAC) is een museum voor moderne en hedendaagse kunst in de Franse stad Nice.

## Museum
Het museum, naar een ontwerp van de architecten Yves Bayard en Henri Vidal, werd voor het publiek geopend in 1990 na een relatief korte voorbereidings- en bouwtijd van 5 jaar. Het ontwerp van het museum voorzag in een atrium (de Place Yves Klein), waarvan de 4 wanden zijn bedekt met 4 kunstwerken van monumentale afmetingen (ca. 14 x 8 m). De werken zijn vervaardigd door Sol LeWitt (Wall Drawing), Claude Viallat (Nouvelle Peinture), Arman en Alain Jacquet. Naast de ruimte voor de permanente collectie en wisseltentoonstellingen, biedt het museum ook een galerie voor kortdurende, kleinere exposities.

## Collectie
Tot de collectie behoren meer dan veertig, door de kunstenares geschonken, sculpturen en schilderijen van de beeldhouwster Niki de Saint Phalle, alsmede werken van kunstenaars, die in Nice werkten en tot de École de Nice gerekend worden, zoals: Yves Klein (met twintig in langdurige bruikleen gegeven werken), Arman, Lucio Fontana en Ben Vautier (Fluxus). Voorts werk van: César Baldaccini, Christo, Daniel Spoerri en Jean Tinguely.
De Amerikaanse abstracte kunst is zeer sterk vertegenwoordigd met Kenneth Noland (Color Field Painting), Jules Olitski, Larry Poons, Morris Louis en Frank Stella, en de minimal art met Sol LeWitt en Richard Serra. De popartbeweging met Robert Rauschenberg, Andy Warhol, Tom Wesselmann, Claes Oldenburg, James Rosenquist, Roy Lichtenstein, Jim Dine, George Segal en John Chamberlain. Werken van Ellsworth Kelly, uit Frans staatsbezit, completeren de verzameling Amerikaans werk.

## Sculpturen
In de buitenruimte van het museum bevinden zich de navolgende sculpturen:
- Stabile-Mobile (1970) van Alexander Calder
- Le Monstre du Loch Ness (1993) en Les Baigneurs (1983) van Niki de Saint Phalle
- L'Homme à la Valise (1987/8) van Jonathan Borofsky
- Looking for Signs of Life (2010) van Margaret Michel

alsmede kunstwerken van:
- Mark di Suvero
- Barry Flanagan
- Bernar Venet
- Sandro Chia
- Keith Haring